# 악(樂)인전
《악(樂)인전》은 2020년 4월 25일부터 2020년 7월 25일까지 방송된 리얼 버라이어티 프로그램이다. 이상민 등이 진행자로 출연, 전설적인 음악인과 만나 새 프로젝트를 실현해가는 리얼리티 프로그램이다.

## 방송 시간
| 방송 채널 | 방송 기간                       | 방송 시간 | 방송 시간                  | 비고              |
| --------- | ------------------------------- | --------- | -------------------------- | ----------------- |
| KBS 2TV   | 2020년 4월 25일~2020년 7월 25일 | 1부       | 매주 토요일 밤 10:55~11:35 | 분리 편성(1, 2부) |
| KBS 2TV   | 2020년 4월 25일~2020년 7월 25일 | 2부       | 매주 토요일 밤 11:35~12:15 | 분리 편성(1, 2부) |

## 같이 보기
- TOP밴드 (시즌 1)
- TOP밴드 2
- TOP밴드 3
- MUST 밴드의 시대